# Draba litamo
Draba litamo là một loài thực vật có hoa trong họ Cải. Loài này được L.Uribe mô tả khoa học đầu tiên năm 1948.